# Traitement de l'air
Le traitement de l'air qu'on appelle aussi purification de l'air regroupe l'ensemble des procédés et techniques permettant d'obtenir de l'air purifié et assaini des émanations chimiques toxiques de l'air, de la pollution atmosphérique, des particules volatiles intérieures nocives et des odeurs. Le traitement de l'air concerne aussi bien la pollution atmosphérique que la pollution domestique. Il requiert des mesures de réduction des émanations au niveau communautaire (national ou international) ou l'utilisation d'un ensemble de techniques visant à supprimer la pollution des espaces clos désignée sous le nom de pollution domestique. 
Avec les poussières et le bruit, les nuisances olfactives sont parmi les pollutions les plus mal acceptées par les populations. Même si la législation n’est pas très précise sur les sujets de flux odorants, de concentrations d’odeur ou encore de limite d’émission et si, du fait de faibles concentrations, il n’existe pas de relation entre la toxicité et la sensation de mauvaises odeurs, la nuisance olfactive doit être combattue. Les arguments pour une minimisation et un contrôle des émissions odorantes sont multiples. On peut citer un meilleur confort du voisinage ou l’image de marque d’une société ou d’une industrie qui est largement perturbée par ces émissions gazeuses malodorantes.
Une odeur est un mélange complexe hyperdilué de molécules organiques ou minérales. On y retrouve des composés soufrés (hydrogène sulfuré, mercaptans, sulfures…), des produits azotés (ammoniac, amines…) ou encore des molécules oxygénées (acides gras organiques, alcools, aldéhydes, cétones, esters…). 

## Enjeux du traitement de l'air
Les principaux polluants de l'air sont les transports routiers, les activités industrielles, l'agriculture mais aussi l'environnement domestique, soumis à la pollution atmosphérique.

### Pour la pollution atmosphérique
La pollution de l'air contribue à la destruction de la couche d'ozone et au réchauffement de la planète mettant en péril l'équilibre fragile de la vie sur Terre. En conséquence, le traitement de l'air est un enjeu planétaire majeur et un enjeu sanitaire d'importance.
Les politiques de traitement de l'air visent à réduire les principales causes de pollutions atmosphériques et domestiques. On trouve de nombreux types de mesures mis en place pour réduire tous les types de pollution. Par exemple, l'adoption d'une taxe carbone, les systèmes de circulations alternées pour réduire la pollution produite par les transports ou encore l'incitation à l'usage des transports collectifs et au covoiturage.

### Pour la pollution domestique
Environ 15 000 litres d'air transitent par jour dans nos voies respiratoires, en conséquence, la pollution de l'air et son traitement sont des enjeux sanitaires pour les collectivités et les individus. 
Plus de 100 000 substances chimiques font partie de notre quotidien, elles contribuent à la formation de cancers, de problèmes génétiques et pathologiques de reproduction, de difficultés respiratoires importantes et d'allergies, selon le président de l'UFC-Que Choisir. Située dans l'espace domestique, cette pollution affecte d'abord les personnes les plus fragiles (enfants, femmes enceintes, personnes âgées).
On trouve dans les facteurs de la pollution domestique :
- les composés organiques volatils (COV) : Carburant, peinture, colle, solvant, insecticide, parfum d'intérieur, produits de nettoyage, etc., fortement cancérigènes, sources de difficultés respiratoires et de problèmes de reproduction.

Les moquettes encollées sont un exemple des multiples pollutions intérieures, certaines d'entre elles produisent une forte émission de composés organiques volatils (COV).
Une enquête de l'UFC-Que Choisir montre que sur les huit moquettes encollées testées, cinq restituent du formaldéhyde, du toluïne et des éthers de glycol. Le maximum d'émission de composés organiques volatils (COV) relevé à 28 jours est de 3 200 µg/m3, soit une valeur très supérieure à 200 µ/m3, qui constitue le seuil sanitaire préconisé.
- les oxydes d'azote, désignés sous l'acronyme de Nox, issus de la pollution atmosphérique extérieures des pots d'échappement, fortement cancérigènes.
- les particules émanant de la combustion du bois des fumées de cheminée (Les pollutions liées à la combustion du bois sont très élevées, comparées aux autres combustibles. "Un feu qui ronronne une après-midi dans une cheminée émet autant de particules qu'un véhicule diesel âgé de huit ans ayant roulé plusieurs milliers de kilomètres" Julien Assoun, chef de service de la DRIEE Île-de-France)[6],[7],[8].
- les virus et bactéries qui forment la pollution microbienne et sont la source de maladies (grippe, maladie virale, etc.), d'infections et de problèmes de reproduction.

- les allergènes tels que la poussière, les pollens, les spores de moisissures, poils d'animaux, sources principales des allergies, de l'asthme et autres difficultés respiratoires

Ces types de pollution domestiques entrainent maladies virales, cancers, infections, difficultés respiratoires et allergies, le traitement de l'air est donc selon les associations de consommateurs un enjeu sanitaire nécessitant une règlementation nationale à intégrer aux discussions sur le Grenelle 2 pour l'Environnement.

## Moyens

### Adsorption
L’adsorption en traitement de l’air est un transfert d’une molécule de la phase gazeuse sur une surface d’un solide. 
Phénomène très répandu dans la nature, il est ici amplifié par l’utilisation de matériaux poreux possédant une très grande surface. 
Le mécanisme global d’adsorption peut être décomposé en plusieurs phases : 
- transfert du polluant présent dans l’air vers la surface externe du solide
- diffusion dans la porosité interne
- réaction exothermique d’adsorption, c’est-à-dire interaction entre la molécule et la surface du matériau
- diffusion de surface.

### Épuration photocatalytique
Deux familles de solutions sont à l'étude, souvent à base de TiO2 nanoparticulaire : 
- des systèmes dynamiques (autonomes ou installés dans le circuit de ventilation quand il existe) ;
- des peintures ou matériaux photo-actifs (papiers peints, panneaux de plâtre, dalles céramiques, etc.) qui semblent fonctionner en conditions idéales de laboratoire, mais qui n'ont pas encore fait leurs preuves en environnement habité ou utilisé et pourraient poser d'autres problèmes toxicologiques ou écotoxicologiques. Si la surface est plane, elle est peu efficace. Si elle expose des nanoparticules à l'air, l'épuration est plus importante, mais le risque d'inhalation de nanoparticules à partir de l'usure des matériaux ou à la suite de travaux (percement, ponçage, sciage, etc.) augmente. De plus, le traitement des particules catalytiques en fin de vie est problématique. L'OQAI considérait mi-2012 que l'innocuité (directe ou indirecte) de ces produits n'est pas démontrée[9] et a recommandé des évaluations poussées et normalisées de l'efficacité et de l'innocuité de ces produits, y compris sur la durée, et en conditions réelles, avec alors une certification de tous les systèmes et matériaux, avant commercialisation (sur la base de ces normes). L'AFNOR [10] prépare des outils d'évaluation des systèmes et matériaux photocatalytiques et une norme [11] s'applique déjà à tous les épurateurs d'air autonomes pour le secteur tertiaire ou résidentiel, quelles que soient les techniques filtrantes (photocatalyse, charbons actifs, etc.).